# Menetia amaura
Menetia amaura — вид сцинкоподібних ящірок родини сцинкових (Scincidae). Ендемік Австралії. Деякі дослідники класифікують цей таксон як синонім Menetia greyii

## Поширення і екологія
Menetia amaura мешкають в Західній Австралії, де спостерігалися в райони затоки Шарк та в околицях Перта.